# Alla Kouli Khan
Alla Kouli Khan, ou Allakouli (1794-1842), est le cinquième dirigeant (et le troisième khan) de la dynastie ouzbèke des Koungrates du khanat de Khiva, aujourd'hui dans une partie occidentale de l'Ouzbékistan et une frange du Turkménistan.

## Biographie
Alla Kouli monte sur le trône en 1825, à la mort de son père Mohammed Rahim Khan.

## Politique intérieure
Il continue la politique de centralisation de son père. Il fait mater la rébellion des tribus des Saryks en 1828. Il poursuit aussi la politique de redressement économique du règne précédent et fait creuser de nouveaux canaux et améliorer le système d'irrigation. C'est en 1830-1831 qu'est creusé le canal de Khiva à Kounya-Ourguentch. Ennemi de la dynastie voisine des Chaybanides du riche émirat de Boukhara, il effectue plusieurs razzias contre son voisin. De même, il entreprend cinq expéditions contre le Khorassan.

## Politique étrangère
Alla Kouli renforce les liens diplomatiques avec l'Empire russe, l'Empire ottoman et l'Afghanistan, noue de nouveaux liens avec la Grande-Bretagne et tente de se rapprocher de la Perse. Deux envoyés britanniques, James Abbott et Richmond Shakespear, sont dépêchés à la cour de Khiva en 1840, tandis que le Grand Jeu se poursuit entre Britanniques et Russes. 
Après un bref refroidissement, un ambassadeur khivaïte, le moufti Ataniaz Khodja Raïs, est envoyé peu après la même année en 1840 à Saint-Pétersbourg à la cour de Nicolas Ier.
Ensuite en 1841, une mission diplomatique russe, dirigée par le capitaine Nikiphorov, est envoyée au palais Tach Khaouli à la cour du khan de Khiva.
L'année suivante en 1842, Nicolas Ier reçoit à Saint-Pétersbourg les ambassadeurs khivaïtes Vaïsbaï Niyazov et Imbaï Babaïev.

## Rayonnement culturel

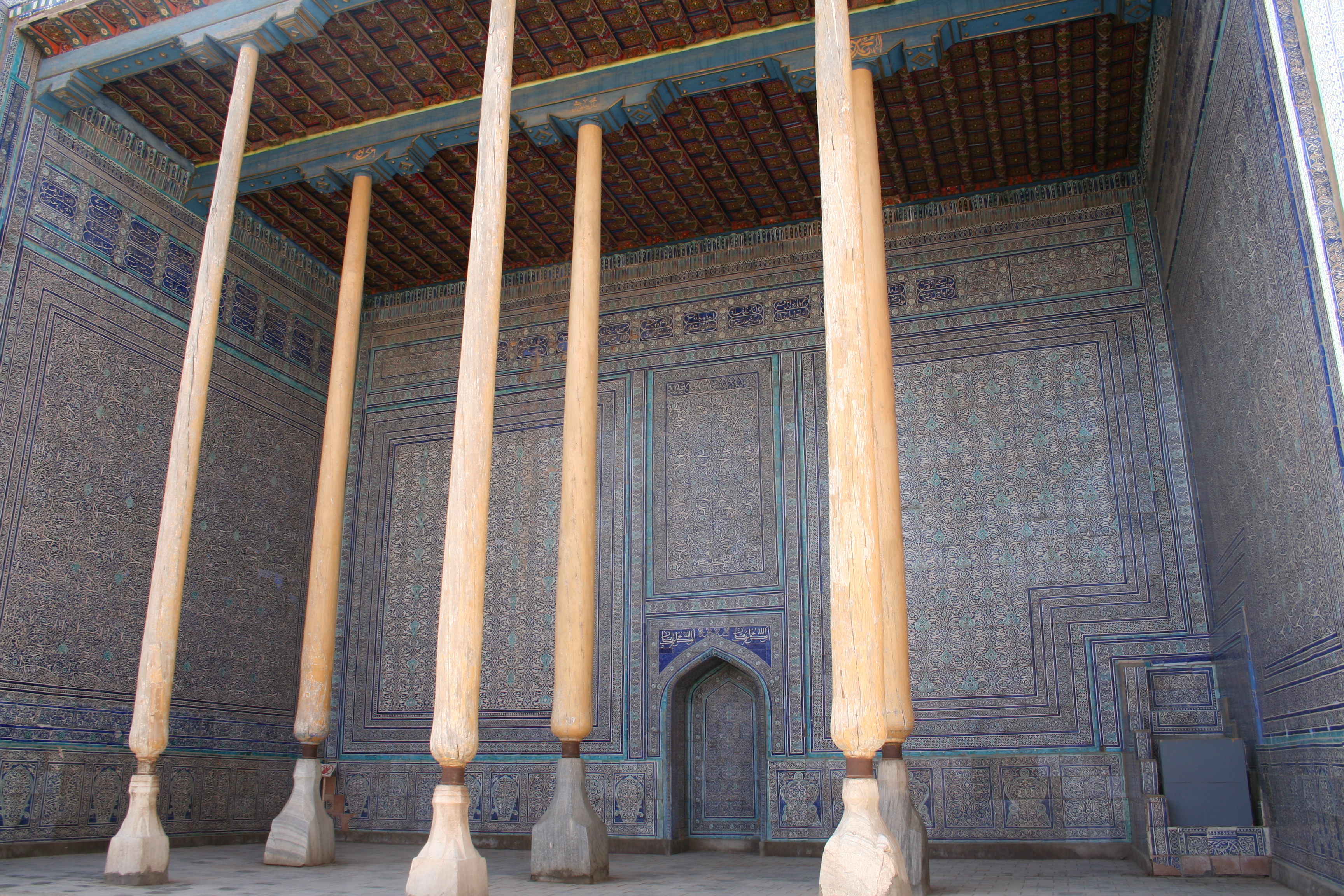
La mosquée d'été du khan Alla Kouli à Khiva (citadelle).

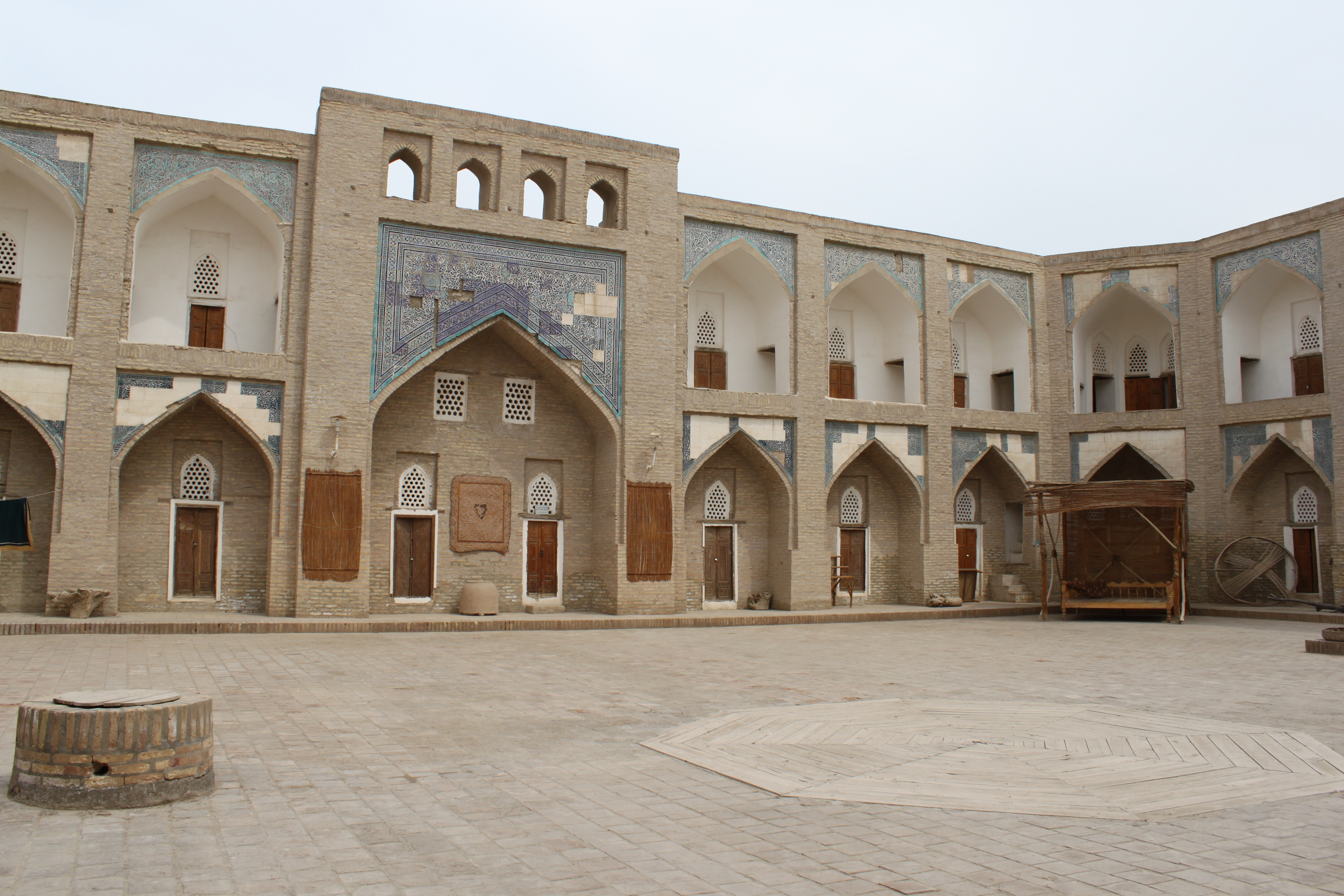
Cour de la madrassa Alla Kouli Khan.

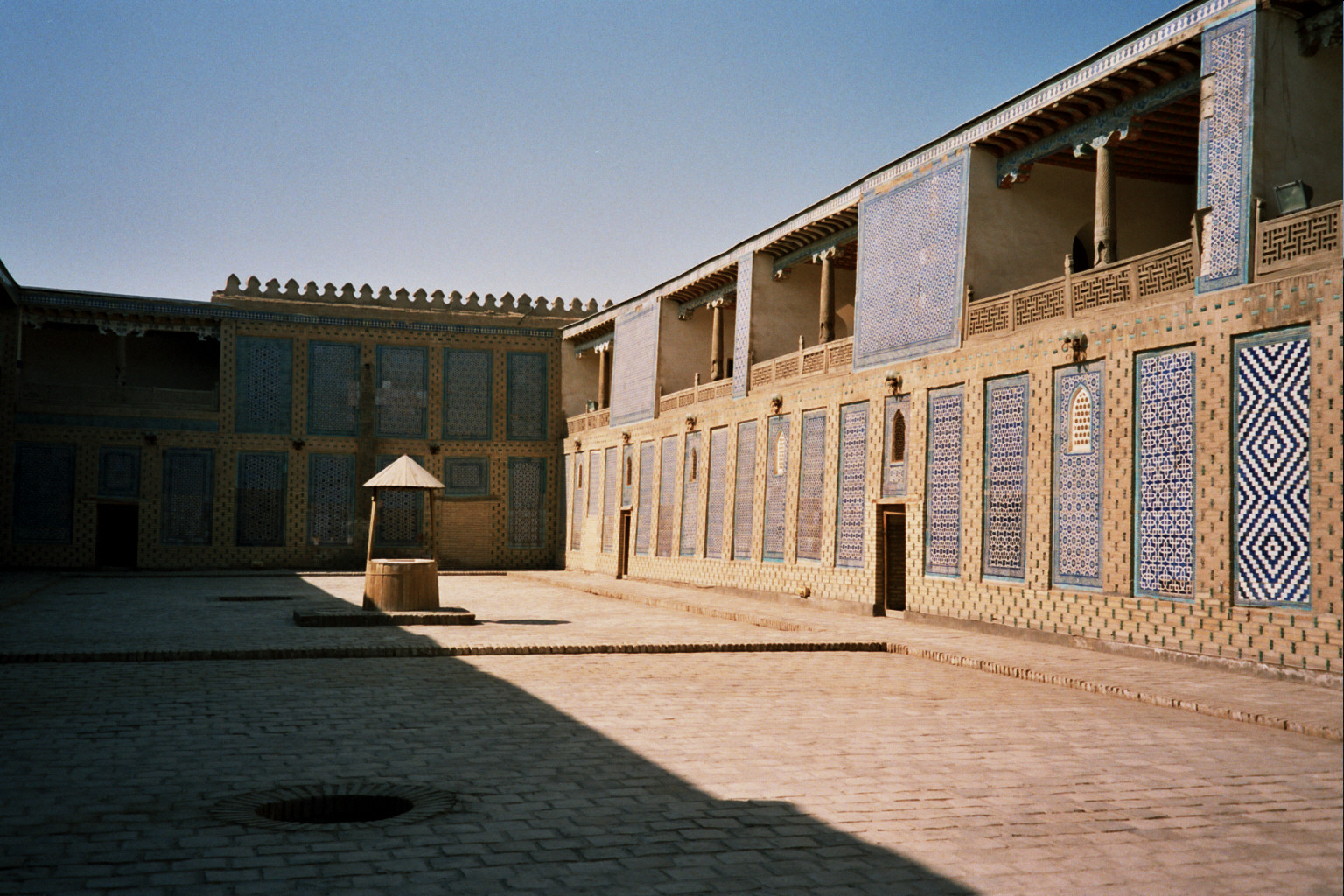
Le harem du Tach Khaouli d'Alla Kouli.

C'est sous le règne d'Alla Kouli qu'est construit le vaste palais Tach Khaouli d'Itchan Kala qui devait servir de résidence officielle du khan à Khiva. Une vaste madrassa portant son nom est également construite (1834-1835), ainsi qu'un nouveau caravansérail (1832-1833), un tim (marché couvert sous coupole), la mosquée Saïtbaï et la mosquée d'été de la citadelle, etc.
En 1842, le khan fait construire six kilomètres de murailles autour de Dishan Kala, le quartier périphérique de Khiva. Ils sont bâtis en un mois.
C'est sous son règne qu'exercent leurs talents le poète-historien Mounis Khorezmi, les poètes Rodjikh, Dilavar, Saïd Mirza Djounaïd, ou encore Mirza Massikho. Mounis Khorezmi et l'historien Agakhi rédigent une histoire du Khorezm. 
À la mort d'Alla Kouli, son fils Rahim Kouli lui succède. Il règne de 1842 à 1845. Un autre fils d'Alla Kouli, Mohammed Amin Khan, prend ensuite la succession.